# Longbu (köpinghuvudort i Kina, Jiangxi Sheng, lat 25,47, long 115,38)
Longbu är en köpinghuvudort i Kina. Den ligger i provinsen Jiangxi, i den sydöstra delen av landet, omkring 360 kilometer söder om provinshuvudstaden Nanchang. Antalet invånare är 22 175. Befolkningen består av 10 886 kvinnor och 11 289 män. Barn under 15 år utgör 26,0 %, vuxna 15-64 år 65 %, och äldre över 65 år 7,0 %.
Runt Longbu är det ganska tätbefolkat, med 129 invånare per kvadratkilometer. Närmaste större samhälle är Tianxin, 15,3 km sydost om Longbu. I omgivningarna runt Longbu växer huvudsakligen savannskog.
Genomsnittlig årsnederbörd är 1 895 millimeter. Den regnigaste månaden är maj, med i genomsnitt 339 mm nederbörd, och den torraste är oktober, med 17 mm nederbörd.